# Dürüm
Dürum (tureckou výslovností: [dyˈɾym], rolka) nebo dürme je turecký wrap, do kterého jsou zpravidla přidávány ingredience typické pro döner kebab. Wrapy jsou vyráběny z chlebových placek zvaných lavaš nebo yufka. 